# Astiphromma uliginosum
Astiphromma uliginosum är en stekelart som beskrevs av Schwenke 1999. Astiphromma uliginosum ingår i släktet Astiphromma och familjen brokparasitsteklar. Inga underarter finns listade.